# Flughafen Samos

i7
i11
i13
Der Flughafen Samos „Aristarchos von Samos“ (auch Samos International Airport „Aristarchos of Samos“; griechisch Κρατικός Αερολιμένας Σάμου «Αρίσταρχος ο Σάμιος» Kratikos Aerolimenas Samou „Aristarchos o Samios“, (IATA-Code: SMI, ICAO-Code: LGSM)) ist der internationale Flughafen der griechischen Insel Samos. Der Flughafen ist nach dem antiken Astronomen und Mathematiker Aristarchos von Samos benannt.

## Lage
Der Flughafen liegt nahe der Südküste auf dem Gebiet der Ortschaft Chora etwa 2 Kilometer westlich von Pythagorio. Die Küstensiedlung Potokaki liegt unmittelbar südlich. Die Entfernung zur Stadt Samos beträgt knapp 16 Straßenkilometer, größtenteils auf der Landstraße Vathy - Chora (Επαρχιακή Οδός Βαθιού - Χώρας).

## Fluggesellschaften und Ziele
Vor allem in den Sommermonaten herrscht wegen vielem Touristenbesuch verstärkter Linien- und Charterflugverkehr. Von hier aus werden viele nationale (vor allem Athen) und europäische Ziele angeflogen. Bei den Linienflügen wird Samos von Olympic Air, Aegean Airlines, Astra Airlines und Sky Express bedient.

## Betreiber
Im Dezember 2015 wurde die Privatisierung des Flughafens Samos und 13 weiterer griechischer Regionalflughäfen mit der Unterzeichnung einer Vereinbarung zwischen dem Joint Venture zwischen der Fraport AG und der Copelouzos Group und dem staatlichen Privatisierungsfonds abgeschlossen. Die Konzession hat eine Laufzeit von 40 Jahren ab dem Zeitpunkt der Betriebsübernahme am 11. April 2017 und umfasst die Festlandflughäfen Thessaloniki, Aktion und Kavala sowie die Flughäfen auf den Inseln Kreta (Chania), Kefalonia, Korfu, Kos, Mykonos, Mytilini, Rhodos, Samos, Santorin, Skiathos und Zakynthos.
2001 wurde ein neues, modernes Terminal gebaut und 2003 eingeweiht. Dieses besaß nun auf 8850 m² zehn Check-in-Schalter und vier Gates. Von 2017 bis 2021 ist das Terminal von Fraport Greece noch einmal renoviert und um 1550 m² vergrößert worden. Außerdem entstanden weitere 4 Check-in-Schalter und ein neues Gepäck-Ausliefer-System. Der Flughafen bekam auch ein neues Gebäude für die Feuerwehr.

## Militärbetrieb
Neben dem planmäßigen Flugbetrieb üben das amerikanische und griechische Militär (im Bild unten eine Transportmaschine der griechischen Luftwaffe) mit meist 4-motorigen Propeller-Maschinen sogenannte Touch-and-Go Anflüge.

## Besonderheiten
- Die Start- und Landebahn misst nur 2044 Meter, und ist damit eine der kürzesten bei Verkehrsflughäfen in Europa. Die kurze Landebahn und der recht komplizierte Landeanflug (am Flughafen wird aus Meerrichtung vorbeigeflogen, anschließend zirka 135° Rechtskurve[6] entlang der Hügelkette mit Landung in Richtung Meer) stellen für viele Piloten eine Herausforderung dar.
- Auf dem Flughafen sind zwei Löschflugzeuge stationiert.

## Zwischenfälle
Bis Mai 2021 ereignete sich ein Unfall mit Totalverlust des Flugzeugs, bei dem 34 Menschen getötet wurden:
Am 3. August 1989 wurde eine Short 330-200 der Olympic Aviation (Luftfahrzeugkennzeichen SX-BGE) im Anflug auf den Flughafen Samos gegen den 25 km entfernten, 1430 m hohen Berg Kerkis geflogen. Die Maschine wurde nach Sichtflugregeln geflogen, obwohl die Flughafenumgebung in Wolken lag. Durch diesen CFIT (Controlled flight into terrain) wurden alle 34 Insassen, drei Besatzungsmitglieder und 31 Passagiere, getötet.

## Bilder

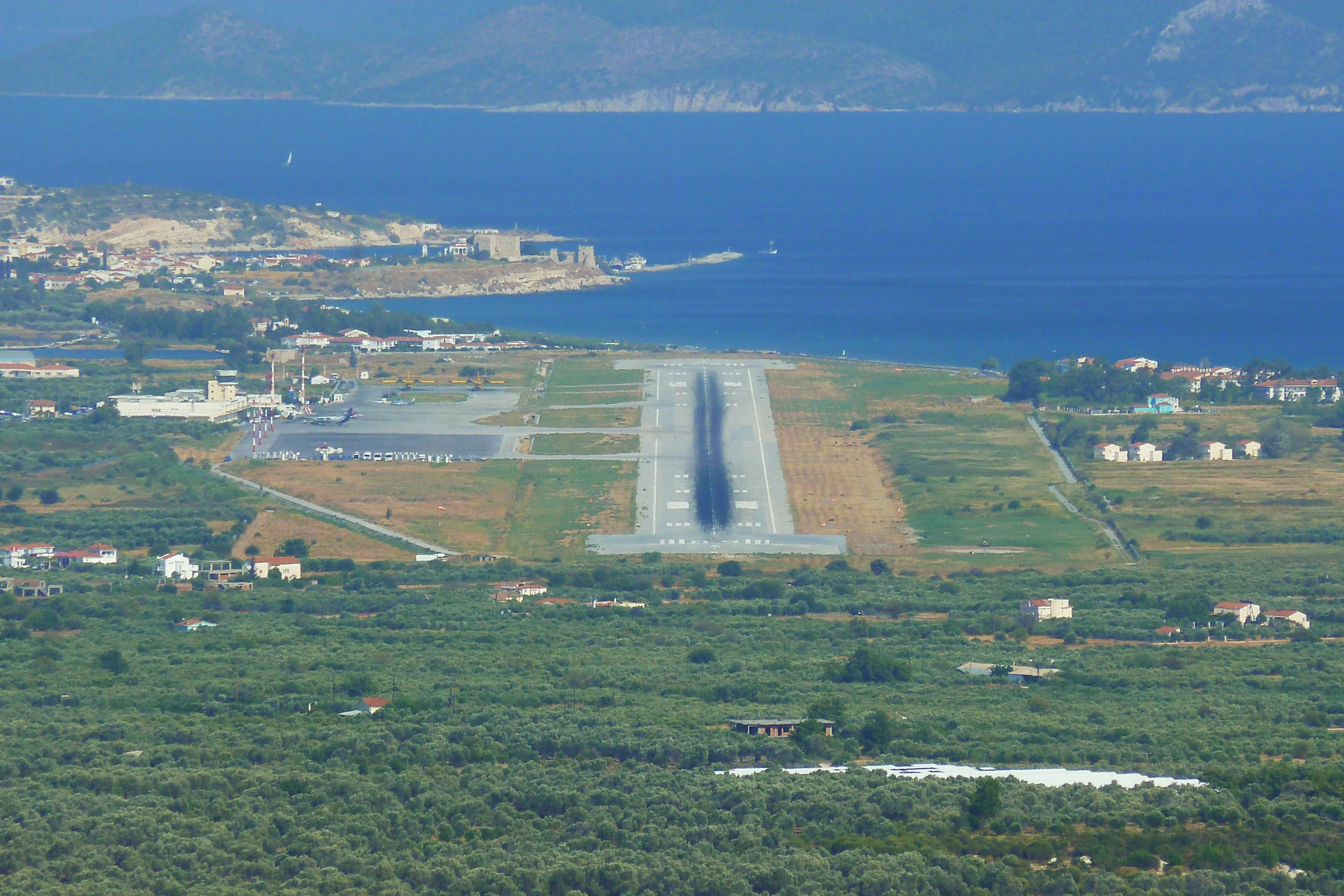
Blick auf den Flughafen von Westen (Hintergrund: Pythagorio)
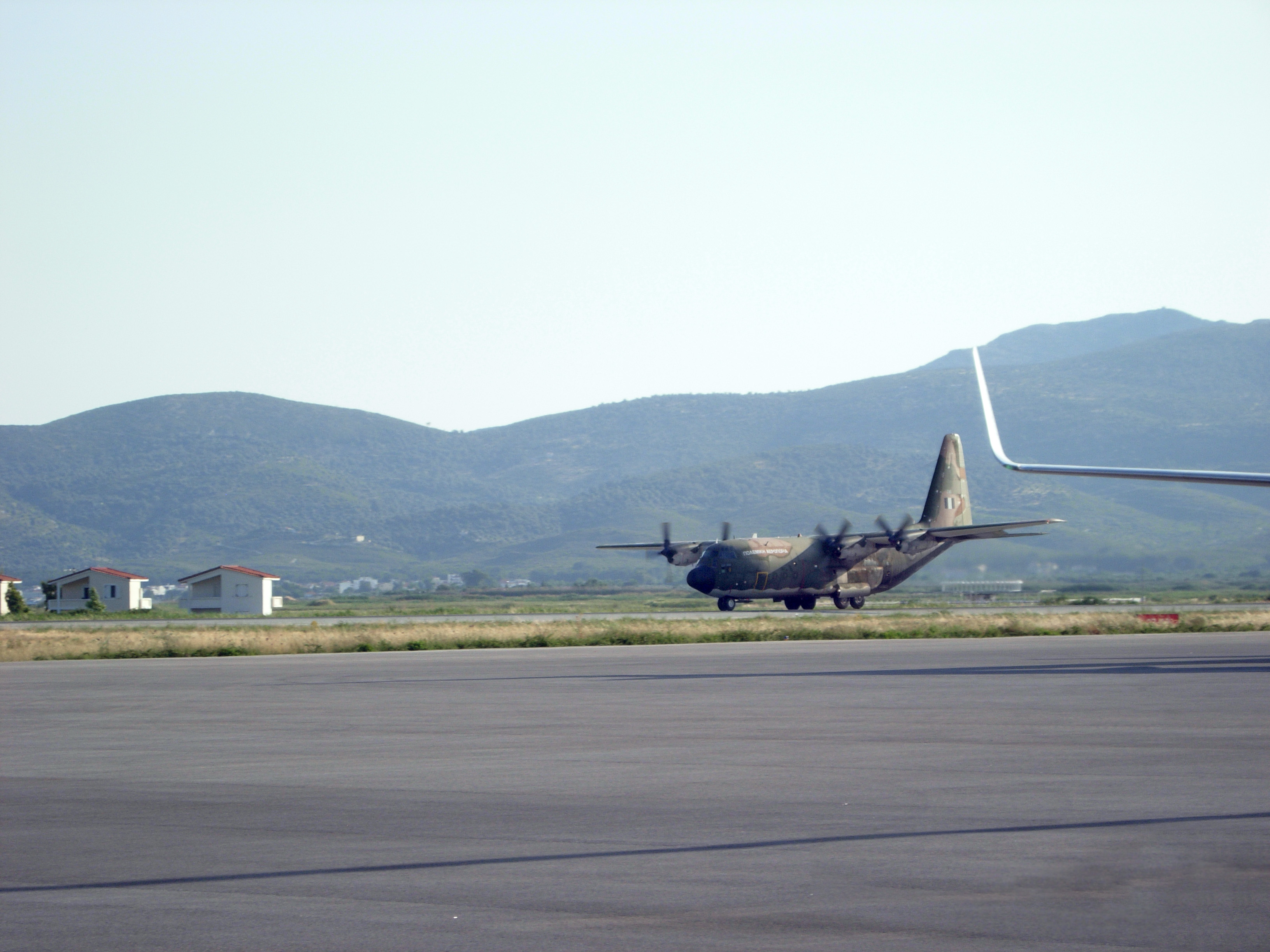
Touch-and-Go Übungsflüge der griechischen Luftwaffe